# 35-я танковая бригада
35-я отдельная танковая бригада — воинское формирование Рабоче-крестьянской Красной Армии в годы Великой Отечественной войны.
Сокращённое наименование — 35 тбр.

## История
Сформирована 22 сентября 1941 года в Московском учебном автобронетанковом центре на базе 32-го танкового полка 5-й кавалерийской дивизии 2-го кавалерийского корпуса Южного фронта и 9-го запасного полка. Базировалась в городе Владимире.
На 1 октября — в составе Харьковского военного округа, на 1 ноября — Московского военного округа.
19 ноября передислоцирована в посёлок Серебряный Бор.
17 декабря поступила в распоряжение командующего 30-й армией Калининского фронта.
На 1 декабря состояла в Резерве Ставки Верховного Главнокомандования, на 1 января 1942 года — снова в составе 30-й армии.
26 марта выведена в резерв 31-й армии.
На 1 апреля, 1 мая и 1 июня — вне состава 31-й армии, но в составе Калининского фронта.
30 июня поступила в резерв 58-й армии.
7 июля подчинена 41-й армии.
22 июля присоединена к 30-й армии Калининского фронта, в то время дислоцировавшейся близ города Ржева. На 1 августа в составе 30-й армии была переведена на Западный фронт.
Участвовала в битве за Москву, Ржевской битве.
17 ноября 1942 года 35-я отдельная танковая бригада переформирована в 10-ю гвардейскую танковую бригаду.

## Состав[1]

### 22 сентября 1941 года
- управление бригады;
- рота управления;
- разведывательная рота;
- 35-й танковый полк:
  - 1-й танковый батальон;
  - 2-й танковый батальон
- моторизованный стрелковый пулемётный батальон;
- зенитный дивизион;
- ремонтно-восстановительная рота;
- автотранспортная рота;
- медико-санитарный взвод.

### Декабрь 1941 года
- управление бригады;
- рота управления;
- разведывательная рота;
- 144-й отдельный танковый батальон;
- 169-й отдельный танковый батальон;
- мотострелковый пулемётный батальон;
- ремонтно-восстановительная рота;
- автотранспортная рота;
- медико-санитарный взвод.

### Июнь 1942 года
- управление бригады;
- 144-й отдельный танковый батальон;
- 169-й отдельный танковый батальон;
- мотострелковый пулемётный батальон;
- противотанковая батарея;
- зенитная батарея;
- рота управления;
- рота технического обеспечения;
- медико-санитарный взвод.

## Вооружение и численность
| Дата         | Дата | Численность (чел.) | Вооружение (шт.) | Вооружение (шт.) | Вооружение (шт.) | Вооружение (шт.) | Вооружение (шт.) | Примечания  |
| ------------ | ---- | ------------------ | ---------------- | ---------------- | ---------------- | ---------------- | ---------------- | ----------- |
| Число, месяц | Год  | Численность (чел.) | КВ-1             | Т-34             | МК-2             | МК-3             | Т-60             | Примечания  |
| 2 сентября   | 1941 | —                  | 10               | 22               | 13               | 6                | 20               | [ 1 ]       |
| 17 декабря   | 1941 | 1442               | 10               | —                | 16               | 2                | 20               | [ 1 ] [ 9 ] |

## Полное наименование
35-я отдельная танковая бригада.

## Командующие[1]
- капитан Александр Андреевич Грибачёв (22 сентября—15 ноября 1941 года) (временно исполняющий обязанности);
- полковник Владимир Фёдорович Минаев (15 ноября 1941 года—13 января 1942 года);
- майор Владимир Григорьевич Бурыгин (16 января—30 июля);
- майор Иван Филиппович Иванов (30 июля—8 августа) (временно исполняющий обязанности);
- подполковник (до 14 сентября — майор) Андрей Романович Бурлыга (8 августа—17 ноября) (временно исполняющий обязанности).